# Liste von Persönlichkeiten der Stadt Annaberg-Buchholz
Die Liste der Persönlichkeiten der Stadt Annaberg-Buchholz enthält Personen, die in der Geschichte der Stadt Annaberg-Buchholz und der ehemals selbstständigen Städte Annaberg und Buchholz eine nachhaltige Rolle gespielt haben. Es handelt sich dabei um Persönlichkeiten, die in diesen Städten geboren sind, hier gewirkt haben oder denen die Ehrenbürgerschaft verliehen wurde.

## Ehrenbürger
- 13. Mai 1838: Christian Heinrich Schumann (1787–1858),[1] Bergprediger, Superintendent, Gründer des Lehrerseminars Annaberg
- 24. November 1858: Theodor Philipp Zürcher (1793–1864), Seidenfärber, stiftete 30.000 Mark zur Errichtung der Bürgerschule am heutigen Zürcherplatz in Annaberg
- 6. Dezember 1859: Gustav Heinrich von Biedermann (1789–1862), Amtshauptmann des Obererzgebirgischen Kreises, Mitglied der 1. Ständekammer Sachsens
- 15. Juni 1860: Gotthilf Ferdinand Döhner (1790–1864), Superintendent zu Freiberg, Kirchen- und Schulrat der Kreisdirektion Zwickau, Amtsprediger in Freiberg
- 16. August 1861: Carl Friedrich Reiche-Eisenstuck (1790–1864), Postmeister, Bürgermeister von Annaberg, Geh. Regierungsrat
- 11. September 1874: Georg Curt von Einsiedel (1823–1887), Amtshauptmann zu Annaberg, Kreishauptmann in Dresden, Geheimer Regierungsrat, Abteilungsdirektor im Ministerium des Innern, Abgeordneter des Reichstags des Norddeutschen Bundes
- 5. Oktober 1874: Johann August Gräfe (1801–1876), Obermeister der Posamentierer, Stadtrat, Stadtältester
- 9. November 1880: Paul Theodor Schröter (1807–1882), Posamentierobermeister, Stadtverordneter seit 1846, Stadtverordnetenvorsteher, Hospitalvorsteher
- 30. September 1892: Moritz Julius Spieß (1820–1897), Bezirksschulinspektor in Annaberg und Chemnitz, Heimatforscher, Realschullehrer, Schuldirektor in Buchholz, Bezirksschulrat, Archidiakon in Pirna, 1. Ehrenmitglied des Vereins für Geschichte von Annaberg und Umgebung
- 31. Januar 1880: Johann August Scheibner (1810–1888), langjähriger Bürgermeister von Annaberg, MdL (Königreich Sachsen)
- 18. Oktober 1892: Gustav Hermann Köselitz (1822–1910), Färbereibesitzer und Vizebürgermeister in Annaberg, MdL (Königreich Sachsen), Vater von Heinrich Köselitz (Peter Gast) und Rudolf Köselitz
- 1. April 1895: Fürst Otto von Bismarck (1815–1898) – von Annaberg und von Buchholz
- 1. März 1897: Victor Woldemar Laegel (1839–1904), Bankier in der Firma Ferdinand Lipfert Annaberg, Stadtverordneter
- 11. Januar 1900: Emil Hugo Carl Böhme (1842–1904), Jurist und liberaler Politiker, MdR, MdL (Königreich Sachsen)
- 29. Oktober 1911: Ernst Oswald Schmidt (1839–1919), Oberpfarrer, Superintendent zu Annaberg, Kirchenrat
- 2. Dezember 1911: Bruno Julius August Matthes (1841–1925), Kaufmann, Stadtrat, Stadtverordnetenvorsteher, Friedensrichter
- 29. Juni 1914: Karl Theodor Wilisch, (1886–1914) Bürgermeister von Annaberg, Landtagsabgeordneter
- 1. März 1922: Johann Heinrich Ferdinand Lipfert (1850–1923), Bankier, Kommerzienrat, Meister vom Stuhl der Freimaurerloge Annaberg
- 31. Dezember 1923: Ernst Roch (1862–1931), Lithograf, Stadtrat, stellv. Bürgermeister und MdL
- 19. November 1928: Hugo Eckener (1868–1954), Direktor der Deutschen Luftschiffahrts-AG
- 17. Februar 1933: Paul von Beneckendorf und von Hindenburg (1847–1934), Reichspräsident, Generalfeldmarschall
- 17. Februar 1933: Adolf Hitler (1889–1945) (Ehrenbürgerschaft aberkannt)
- 26. September 1958: Walter König (1878–1964) Professor für Farbenchemie und Färbereitechnik, Leiter des Instituts für Farben- und Textilchemie in Dresden
- 15. April 1994: Carlfriedrich Claus (1930–1998), Graphiker und Philosoph
- 11. November 1997: Johannes Schönherr, genannt Hammerhansel (1921–2007), langjähriger Museumsführer im Frohnauer Hammer, bekanntes Erzgebirgs-Original
- 3. Oktober 2015: Thomas Fritzsch, Pastor i. R. der evangelisch-methodistischen Gemeinde Annaberg-Buchholz
- 25. September 2016: Siegmund Schuster (1939–2023), Lehrer, Turntrainer
- 3. Juni 2017: Arthur Handtmann (1927–2018), Unternehmer und Gründer der Handtmann-Unternehmensgruppe
- 31. Januar 2024: Helmut Schramm (1934–2024), Feuerwehrmann[2][3]
- 25. Februar 2025: Jürgen Kraatz, Unternehmer, Feuerwehrmann

## Söhne und Töchter der Stadt

### Bis 1800
- Gabriel Zwilling (um 1487–1558), Theologe und Reformator
- Georg Sturtz (1490–1548), Arzt, geboren in Buchholz
- Erasmus Sarcerius (1501–1559), lutherischer Theologe und Reformator
- Barbara Uthmann, geb. von Elterlein (1514–1575), Unternehmerin
- Hiob Magdeburg (1518–1595), lutherischer Theologe, Pädagoge und Kartograph
- Christoph Büttner (1526–1586), Mediziner und Alchemist
- Jonas Staude (1527–1593), evangelischer Geistlicher in Stralsund
- Lazarus Ercker (1528–1594), Münzmeister, Guardein und Autor
- Bartholomäus Kleindienst (vor 1530–1560), deutscher Dominikaner, Theologe und Hochschullehrer
- Michael Barth (um 1530–1584), Mediziner und Dichter
- Sigismund Kohlreuter (1534–1599), Arzt und medizinischer Übersetzer
- Georg Fleischer der Ältere (um 1535–1604), Bildschnitzer
- Gregor Bersman (1538–1611), Philologe und lateinischer Dichter
- Paul Jenisch (1551–1612), Pädagoge und Theologe
- Andreas Starck (1552–1611), Mediziner, Stadtarzt in Göttingen, Erfurt und Mühlhausen, geboren in Buchholz
- Johann Suevus (1564–1634), Rechtswissenschaftler
- Balthasar Zimmermann (1570–1633/34), sächsischer Kartograph
- Lucas Brunn (um 1572–1628), Mathematiker
- Johann Schreiter von Erzstein (1578–1638), Rektor in Joachimsthal/Böhmen, Bergprediger in Annaberg, Superintendent in Wurzen und Generalsuperintendent des Stiftes Meißen.
- Kilian (Chilian) Fabritius (1585–1633), Hofmaler in Dresden
- Jakob Grajus (1603–1686), evangelischer Theologe
- Christian Schumann (1604–1661), Ratsherr und Bürgermeister von Dresden
- Johann Frentzel (1609–1674), lutherischer Theologe
- Anton Weck (1623–1680), Archivar, Dresdner Chronist
- Theodosius Lehmann (1641–1696), Hofbeamter
- David von Fletscher (1646–1716), Geheimer und Kommerzienrat und Rittergutsbesitzer
- Gottfried Arnold genannt Irenaeus (1666–1714), Kirchenliederdichter
- Theodor Arnold (Anglist) (1683–1771), deutscher Anglist, Übersetzer und Lexikograph
- David Theodor Lehmann (1686–1715), Literaturwissenschaftler
- Christian Salomon Zeidler (1687–1754), Bergmeister
- Christoph Andreas Zeidler (1689–1756), Bergmeister
- Christian Felix Weiße (1726–1804), Begründer der deutschen Kinder- und Jugendliteratur
- Carl Gottlieb Wagler (1731–1778), Arzt und Philanthrop
- Christian August Clodius (1737–1784), Professor der Philosophie, Dichtkunst und Beredsamkeit in Leipzig, einer der Lehrer Goethes
- Traugott Andreas Biedermann (1743–1814), Rechtswissenschaftler
- Traugott Friedrich Benedict (1756–1833), Altphilologe
- Johann Carl Richter (1759–1838), Kupferstecher, Medailleur, Wachsbossierer und Zeichner
- Christian Gottlieb Eisenstuck (1773–1853), Jurist und Politiker, MdL
- August Gottlob Eisenstuck (1775–1848), letzter Chef der Annaberger Textilfirma „Eisenstuck & Co.“, Stifter des Barbara-Uthmann-Gedenksteins auf dem Annaberger Friedhof
- Julius Karl Köselitz (1782–1846), Kaufmann, Kammermeister und Freimaurer
- Johanne Amalie von Elterlein, geb. Benkert (1784–1865), Heimatlieddichterin des Erzgebirges
- Christian Friedrich Meinhold (1787–1854), Rittergutsbesitzer und Politiker, MdL
- Christian Friedrich Glumann (1788–1868), Bürgermeister von Annaberg, MdL
- Carl Friedrich Reiche-Eisenstuck (1790–1864), Politiker und Präsident der II. Kammer des sächsischen Landtags, Bürgermeister von Annaberg
- Carl Bräuer (1796–1863), Lehrer, Komponist und Autor
- Moritz Hänel (1800–1890), Geheimer Rat, Rechtsgelehrter, Reformer der sächsischen Rechtspflege

### 1801 bis 1900
- Bernhard Eisenstuck (1805–1871), Unternehmer und Politiker
- August Hermann Kreyssig (1811–1889), Pastor in Beicha
- Ernst Rülke (1813–1882), Kammerfunktionär und Politiker
- Gustav Hermann Köselitz (1822–1910), Abgeordneter der Deutschen Fortschrittspartei im Sächsischen Landtag
- Carl August Beer (1825–1894), Kalligraf
- Guido Bach (1828–1905), Porträt- und Genremaler, sowie Aquarellist
- Bernhard Strödel (1828–1889), Jurist und Abgeordneter im Sächsischen Landtag
- Hedwig Fröhlich (1833–1922), Diakonisse
- Johann Bernhard Schmelzer (1833–1909), Genremaler und Karikaturist
- Karl Emil Biel (1838–1915), in Portugal wirkender Unternehmer, Fotograf und Herausgeber
- Friedrich Straumer (1840–1900), Pädagoge, Heimatschriftsteller und konservativer Politiker
- Friedrich Hermann Lahl (1842–1920), geboren in Geyersdorf
- Rudolf Schmidt (1843–1913), Lehrer, Verfasser eines Volksschulatlas
- Clemens Robert Major (1847–1930), Kartograf, Zeichner, Modellierer; starb in Sonneberg
- Alfred Gräfe (1852–1905), Kaufmann und liberaler Politiker, MdL
- Heinrich Köselitz alias Peter Gast (1854–1918), Komponist, Schriftsteller, Vertrauter von Friedrich Nietzsche und Mundartdichter
- Albin Meiche (1856–1945), Fotograf
- Oskar Oehler (1858–1936), Klarinettist und Musikinstrumentenbauer
- Erich Berlet (1860–1936), Lehrer und Heimatforscher
- Friedrich Hermann Löscher (1860–1944), Pfarrer und Heimatforscher
- Max Grohmann (1861–1925), Schuldirektor und Sachbuchautor, geboren in Geyersdorf
- Rudolf Köselitz (1861–1948), Maler und Illustrator
- Ernst Roch (1862–1931), Lithograf und freisinniger Politiker, MdL
- Emil Müller (1863–1940), Lehrer und Mundartautor
- Friedrich August Krantz (1863–1941), Hütteningenieur
- Karl Emil Mannsfeld (1865–1945), Jurist, Verwaltungsbeamter und Politiker
- Emil Heyn (1867–1922), Eisenhütteningenieur, Mitbegründer der Metallkunde und Metallographie
- Ernst John (1867–1937), Lehrer und Ethnograph
- Friedrich August Möbius (1869–1939), Lehrer und erzgebirgischer Mundartdichter
- Oskar Erich Hösel (1869–1953), Professor der Kunstakademie in Kassel, Leiter der Gestaltungsabteilung an der Porzellanmanufaktur in Meißen
- Ernst Ferdinand Wimmer (1869–1946), Jurist und Amtshauptmann
- Walter Queck (1871–1906), Maler
- Curt Treitschke (1872–1946), Offizier und Militärkartograf
- Walter König (1878–1964), Chemieprofessor, Farbenchemiker
- Walter Hahnemann (1879–1944), Hochfrequenztechniker und Wehrwirtschaftsführer
- Hermann Lötsch (1880–1943), Lehrer und erzgebirgischer Mundartdichter
- Paul Bräcklein (1882–1972), Polizist und Mundartdichter, geboren in Buchholz
- Walter Flath (1885–1965), Komponist und Verleger
- Werner Fraustadt (1886–1959), Verwaltungsbeamter, Übersetzer, Schriftsteller und Bibliophiler
- Walter Porstmann (1886–1959), Ingenieur, geboren in Geyersdorf
- Hanne Treff (1887–1957), Heimatdichterin
- Erich Goldberg (1888–nach 1919), Posamentenfachmann, Mundartdichter und Porträtzeichner
- Rudolf Weber (1889–1972), Maler und Grafiker
- Walter König (1891–1971), Tiermediziner
- Theodor Korselt (1891–1943), Jurist und NS-Opfer, geboren in Buchholz
- Hans Horst Kreisel (1891–1944), Redakteur, Schriftleiter und Verlagsdirektor
- Paul Schneider (1892–1975), Holzschnitzer
- Oskar Mai (1892–1945), KPD-Funktionär und Widerstandskämpfer
- Willy Roch (1893–1977), Heimatforscher
- Erich Lorenz (1894–1981), Heimatforscher, Volkskundler, Chronist und Sammler von Biographien
- Arthur Schramm (1895–1994), Dichter, Erfinder und erzgebirgisches Original
- Hans Wittig-Friesen (1896 – nach 1969), Grafiker und Verleger
- Johannes Siegfried Schubert (1896–1976), Tibetologe
- Fritz Willi Krohn (1898–1944), Filmarchitekt
- Elisabeth Werl (1898–1983), Kirchenhistorikerin
- Erika Korselt (1898–1983), Textil-Kunstgewerblerin und Malerin, geboren in Buchholz
- Georg Feig (1899–1970), SA- und Volkssturm-Führer in Thüringen

### 1901 bis 1950
- Helmuth Stapff (1901–1978), Heimatsänger und Mundartsammler
- Hans Kirsten (1902–1994), lutherischer Theologe
- Rudolf Bernhardt (1904–nach 1970), Jurist, Bürgermeister der Stadt Großenhain
- Hermann Ranft (1906–1976), Tischler und Modellbauer
- Johannes Rechenberger (1909–1982), Mediziner und Hochschullehrer für Innere Medizin
- Gerhart Schreiter (1909–1974), Stein-, Holzbildhauer und Metallbildner, geboren in Buchholz
- Alfred Heinz Kettmann (1912–2010), Maler und Grafiker
- Hanni Hölzner (1913–1988), deutsche Meisterin und Olympiateilnehmerin im Schwimmen
- Frido Mětšk (1916–1990), serbischer Schriftsteller
- Rudolf Manuwald (1916–2002), Maler und Grafiker
- Wolfgang Meißner (1920–1995), Generalleutnant der Luftwaffe der Bundeswehr
- Ilse Dietze (1920-nach 1985), Volkskammerabgeordnete (CDU), geboren in Frohnau
- Wolfgang Lange (1921–1977), Professor für Methodik der Datenverarbeitung/Mathematik, geboren in Buchholz
- Kurt Soltau (1923–1995), Unterhaltungskünstler
- Hanns-Heinz Kasper (1925–1999), Kommunalpolitiker, Wirtschaftshistoriker und Museologe
- Hans Burkhardt (1928–2020), Heimatforscher
- Karlheinz Lohs (1929–1996), Chemiker und Toxikologe
- Carlfriedrich Claus (1930–1998), Grafiker, Lyriker und Philosoph
- Werner Gumpel (* 1930), emeritierter Ordinarius für Wirtschaft und Gesellschaft Südosteuropas, geboren in Buchholz
- Siegfried Lorenz (* 1930), SED-Politiker
- Johannes Schreiter (* 1930), Maler, Grafiker und Glasbildner
- Wolfgang Lorenz (* 1931), Philosoph und Heimatforscher
- Karl Drechsler (* 1932), Historiker
- Karl-Heinz Fleischer (1932–2009), SED-Politiker
- Karl Sewart (1933–2019), Schriftsteller
- Charlotte Worgitzky (1934–2018), Schriftstellerin
- Volker Bräutigam (1939–2022), Komponist und Kirchenmusiker, geboren in Frohnau
- Wolfgang Dreybrodt (1939–2025), Physiker
- Götz Altmann (1940–2024), Volkskundler
- Bernd Lahl (* 1940), Geologe und Sachbuchautor
- Gitta Walther (1940–2014), Sängerin
- Ulrike Krenzlin (* 1940), Kunsthistorikerin
- Helmut Obst (* 1940), Religionswissenschaftler
- Fritz Feister (1942–2024), Fußballspieler
- Frank Wiegand (* 1943), Schwimmsportler
- Henner Quest (* 1944), Schauspieler
- Ingrid Fender (1944–2012), Politikerin (CDU), Mitglied des Sächsischen Landtags
- Eberhard Günther (1945–2015), Erfinder und Unternehmer
- Michael Hecker (* 1946), Mikrobiologe
- Gotthard B. Schicker (1946–2017), Verleger, Publizist und Historiker
- Günter Baumann (* 1947), CDU-Politiker
- Peter Uhlmann (* 1948), Übersetzer, geboren in Buchholz
- Gunter Lange (* 1949), Gewerkschafter, Journalist und Autor
- Frank-Thomas Mende (* 1949), Schauspieler, Regisseur und Übersetzer
- Jürgen Wenzel (1950–2023), Grafiker und Maler

### Ab 1951
- Jürgen Förster (1951–2018), Politiker (Bürgerforum Annaberg e. V.), letzter Landrat des Landkreises Annaberg
- Bernd Meyer (* 1952), Verfahrenstechniker und Rektor der Bergakademie Freiberg
- Rainer Gebhardt (* 1953), Mathematiker, Vorsitzender des Adam-Ries-Bundes
- Martina Schattkowsky (* 1953 in Cunersdorf), Historikerin
- Andreas Herrmann (* 1953), Schauspieler
- Hans-Jürgen Scharfenberg (* 1954), Linkspartei-Politiker
- Matthias Herget (* 1955), Fußballspieler
- Olaf Baden (* 1956), Rundfunk- und Fernsehsprecher
- Evelin Jahl geb. Schlaak (* 1956), Leichtathletin
- Frank Hamann (* 1957), Politiker (SPD)
- Rainer Grund (* 1959), Direktor des Münzkabinetts in Dresden
- Klaus Baier (* 1960), DSU-Politiker
- Ute Nestler (* 1960), Skilangläuferin
- Heiko Reichel (* 1960), Orthopäde und Unfallchirurg
- Ute Noack (* 1961), Skilangläuferin
- Bernd Schreiter (* 1962), Heimatforscher
- Klaus Sobolewski (1962–2006), Grafiker und Lyriker
- Timo Böhme (* 1963), Agraringenieur und Politiker, Mitglied des Landtags von Rheinland-Pfalz
- Andreas Raabe (* 1963), Neurochirurg, Klinikdirektor und Hochschullehrer
- Tristan Schulze (* 1964), Musiker und Filmkomponist
- Barbara Klepsch (* 1965), Politikerin (CDU), Oberbürgermeisterin der Stadt von 2001 bis 2014, seit 2014 Sächsische Staatsministerin
- Yvonne Mai-Graham (* 1965), Leichtathletin
- Ronny Ramlau (* 1966), Mathematiker und Professor
- Ulf Lange (* 1967), Politiker (BSW)
- Gaby Nestler (* 1967), Skilangläuferin
- Kathrin Weßel (* 1967), Langstreckenläuferin
- Claudia Martin (* 1970), Politikerin (AfD), seit März 2016 Landtagsabgeordnete in Baden-Württemberg
- Carsten Mohe (* 1972), Rallyefahrer
- Robert Schmiedel, (* 1972), Grafiker und Illustrator
- Sylvia Graupner (* 1973), Grafik-Designerin, Illustratorin und Hochschullehrerin
- Michael Knauth (* 1974), Künstler
- Steffen Siebert (* 1974), Skispringer
- Thomas Prantl (* 1974), Politiker (AfD), Mitglied des Sächsischen Landtags
- Kendy John Kretzschmar (* 1975), Mundartdichter, Liedermacher und Autor
- Ronny Wähner (* 1975), Politiker (CDU) und Abgeordneter im Sächsischen Landtag
- Viola Bauer (* 1976), Skilangläuferin
- Benjamin Rinner (* 1976), Fotograf und Künstler
- Gisa Kümmerling (* 1977), Schauspielerin
- Torsten Wustlich (* 1977), Rennrodler
- Thomas Thumm (* 1977), Politiker (AfD), Mitglied des Sächsischen Landtags
- Anke Wischnewski (* 1978), Rennrodlerin
- Lynn Rother (* 1981 oder 1982), Kunsthistorikerin
- Sophie Lüpfert (* 1983), Schauspielerin
- Toni Snétberger (* 1983), Schauspieler
- Marit Wagler (* 1983), Politikerin (Die Linke), Mitglied des Thüringer Landtags
- Tino Edelmann (* 1985), Nordischer Kombinierer
- Christel Loetzsch (* 1986), Opernsängerin, Mezzosopranistin
- Andy Kühne (* 1987), Skilangläufer
- Eric Frenzel (* 1988), Nordischer Kombinierer
- Martin Schnippa (* 1988), Schauspieler
- Monique Siegel (* 1989), Skilangläuferin
- Benjamin Oeser (* 1990), Schauspieler, Sänger, Regisseur
- Lisa Wohlgemuth (* 1992), Zweite der 10. Staffel von Deutschland sucht den Superstar
- Samuel Schaarschmidt (* 1993), Schauspieler
- Julia Taubitz (* 1996), Rennrodlerin
- Katharina Hennig (* 1996), Skilangläuferin
- Felix Uduokhai (* 1997), Fußballspieler
- Susanne Kreher (* 1998), Skeletonpilotin und Leichtathletin

## Weitere Persönlichkeiten
- Bruno Berlet (1825–1892), Pädagoge und Reiseschriftsteller des Erzgebirges
- Carl Böhme (1842–1904), Jurist und liberaler Politiker, MdR, MdL (Königreich Sachsen)
- Leo Bönhoff (1872–1943), Pfarrer in Annaberg, Kenner und Publizist der erzgebirgischen Besiedlungsgeschichte
- Karl Wilhelm Bräuer (1830–1914), Bezirkstierarzt in Annaberg; erwarb Verdienste in der Veterinärmedizin, führte das Fleckvieh im Erzgebirge ein
- Lotte Buschan (1917–1994), Sängerin am Annaberger Theater
- Ulrich Rülein von Calw (1465–1523), Humanist, Arzt, Montanwissenschaftler, Mathematiker, Geodät und Astrologe
- Karl Crüwell (1845–1899), Kaufmann und nationalliberaler Politiker, MdL, Vorsitzender des Theaterbauvereins
- Hieronymus Dathe (1667–1707), lutherischer Theologe
- Carl Theodor Dietzsch (1819–1857), Politiker, Mitglied der Frankfurter Nationalversammlung, Stadtrat in Annaberg
- Tobias Dressel (1635–1717), Orgelbauer und Stadtrichter in Buchholz
- Adolph Ferdinand Duflos (1802–1889), Preußischer Geheimer Regierungsrat, Begründer des Pharmazeutischen Instituts in Breslau, Vater der Pharmazeuten
- Gottfried Fähse (1764–1831), klassischer Philologe und Pädagoge
- Emil Finck (1856–1922), Oberlehrer, Gründer und erster Direktor des Altertums- und Erzgebirgsmuseums, Retter des Frohnauer Hammers.
- Gustav Moritz Franz (1816–1899), erster Rektor des königlich-sächsischen Lehrerseminars und Superintendent, Mitherausgeber des evangelischen Landesgesangbuches
- Georg der Bärtige (1471–1539), Herzog, Gründer der Stadt Annaberg
- Hermann Graser (1835–1903), Verlagsbuchhändler
- Nina Hagen (* 1955), Sängerin, Schauspielerin; verbrachte hier ihre Kindheit, da ihre Mutter aus Berlin „verbannt“ wurde
- Heinrich Harms zum Spreckel (1874–1931), Mediziner und Heimatforscher
- Hermann Theodor Haustein (1814–1873), Jurist und Politiker, MdL (Königreich Sachsen)
- Jacob Haylmann (um 1475 – 1525) in Annaberg, Baumeister; vollendete die St. Annenkirche
- Hans Hesse, (nachweisbar zwischen 1497 und 1539), bedeutender spätgotischer Maler; schuf unter anderem das berühmte Bild auf der Rückseite des Bergaltares (um 1520) in der St. Annenkirche, den Wolfgangsaltar in Buchholz und das Altarbild von Arnsfeld
- Antonius Heusler (1500 – um 1561), Renaissancemaler in Annaberg, Schumannsches Epitaph – erste bildliche Darstellung der St. Annenkirche
- Nikolaus Jagenteufel (1526–1583), Superintendent in Annaberg
- Heinrich Theodor Koch (1822–1898), Advokat und Bürgermeister in Buchholz, MdR, MdL
- Anton Kohl (1886–1967), Regisseur, 1933/34 Intendant des Grenzlandtheaters Obererzgebirge
- Toni Koy (1896–1990), Goldschmiedin, Künstlerin in der Verarbeitung von Bernstein, ihre Werke sind in bedeutenden Museen vertreten, Toni Koy lebte und arbeitete von 1945 bis 1990 in Annaberg-Buchholz. Am 14. Juni 1990 verstarb sie in einem Pflegeheim von Annaberg-Buchholz.[4]
- Karl Heinrich Gottfried Lommatzsch (1772–1834), war Superintendent von 1816 bis 1834 in Annaberg
- Karl Martin (1893–1974), Politiker (NSDAP), MdR, Stadtrat, stellvertretender Bürgermeister, Ortsgruppen- und Unterbezirksführer
- Ludwig Günther Martini (1647–1719), ab 1677 Jurist, Syndikus und Bürgermeister in Annaberg
- Christian Meltzer (1655–1733), war sechsundvierzig Jahre lang Pfarrer in Buchholz und verfasste eine bedeutende Buchholzer Chronik
- Rudolf Nicolai (1885–1970), Reformpädagoge, Schöpfer und langjähriger Vorsitzender der deutschen Schullandheimbewegung.
- Martin Pansa (1580–1626), Stadtarzt in Annaberg
- Karl Potansky (* 1908), Kapellmeister und Musikdirektor
- Johann Heinrich Conrad Querfurth (1747–1817), Kaufmann, Senator und Bürgermeister von Annaberg
- Kilian Rebentrost (1582–1661), lutherischer Geistlicher und Bergprediger in Annaberg
- Adam Ries (1492–1552), Bergbeamter und Rechenmeister („nach Adam Riese“)
- Johannes Rivius (1500–1553), Pädagoge und Theologe; war als Lehrer unter anderem in Annaberg tätig
- Moritz Heinrich Rosenhauer (1803–1888), evangelischer Pfarrer (1856–1880 in Buchholz) und Politiker
- Christian Friedrich Schubert (1808–1874), Politiker
- Ernst Schwerdtner (1845–1923), Oberschulrat und Direktor des Lehrerseminars in Annaberg
- Adam Siber (1516–1584), Humanist und Pädagoge
- Steffen Siebert (* 1974), ehemaliger deutscher Skispringer
- Jürgen Stabe (1938–2015), Theologe, Superintendent der Ephorie Annaberg-Buchholz
- Ernst Stahl (1846–1924), Musiker, Komponist, Kantor und Dirigent. Er war ab 1882 in Annaberg Stadtmusikdirektor.
- Richard Truckenbrodt (1887–1961), Ethnologe und Gymnasiallehrer
- Wolfgang Uhle (um 1510 – 1594), Pestpfarrer in Annaberg
- Walter Uhlig (1925–2006), Sänger (Tenor) am Annaberger Theater
- Helmut Unger (1923–2016), Heimatforscher
- Werner Vogelsang (1895–1947), NSDAP-Kreisleiter
- Ernst Voigt (1845–1886), Jurist und Politiker (NLP), Bürgermeister von Annaberg, MdL Königreich Sachsen
- Emil Richard Wagner (1871–1950), Komponist, Kirchenmusikdirektor in Buchholz
- Anna Wechsler (1862–1922), Mundartautorin
- Volkmar Weiss (* 1944), Genetiker, Sozialhistoriker und Genealoge; wohnte während seiner gesamten Schulzeit bis zum Abitur in Annaberg